# Burg Werfenstein
Werfenstein ist eine Niederungsburg im Strudengau in Oberösterreich. Sie steht an der Donau in der Ortschaft Struden (oder Strum), Gemeindegebiet von St. Nikola an der Donau. Die Ruine wurde ab 1963 ausgebaut zu einem privaten Alterswohnsitz.

## Lage und Baulichkeiten
Die Burg war an einer strategisch wichtigen Stelle errichtet worden. Sie war Teil eines alten Maut- und Sicherungssystems entlang der Donau im Strudengau.
Diese mehrheitlich am Nordufer in Oberösterreich gelegenen Burgen und Türme waren (von West nach Ost): Kosenburg, Greinburg (jüngere Hauptburg), Wörth, Werfenstein (ursprüngliche Hauptburg), Helchenburg, Hausstein, Langenstein, Pain, Mautturm und Burg Sarmingstein. In Niederösterreich folgten Freyenstein am Südufer und all die weiteren.
Zur Burg Werfenstein gehörte auch die Burganlage Wörth gegenüber auf der Donauinsel Wörth. Bei Bedarf ließ sich von den Burgen aus die Donau mit Ketten für die Schifffahrt sperren. Donauabwärts gab es ähnlich geartete Sperrketten bei der Burg Hausstein und dem Turm auf dem Langenstein.
Die ehemalige Vorburg wurde zu Beginn des 20. Jahrhunderts beim Bau der Donauuferbahn abgetragen. Teile der Ringmauer und der Turm sind erhalten geblieben. Die turmartige Ecke der Hauptburg besteht aus Schichtenmauerwerk, die anderen aus Bruchsteinmauerwerk. Die West- und Südseite wurden vermutlich in der Spätgotik angebaut. Der Bergfried wurde 1907 restauriert. Die alte Eingangstür liegt sieben Meter über dem Hofgelände. Vor dem heutigen Eingang stand einst ein größerer Anbau. Das heutige Flächenausmaß der Burg beträgt 716 m².

## Name
Die Bezeichnung Werfenstein geht auf ahd. hwërbo (Wirbel, Strudel) zurück. Werfenstein heißt so viel wie Gestein am Donaustrudel („Wirbelstein“).

## Geschichte
Die Burg wurde um 1256 erstmals urkundlich erwähnt. Im Jahr 1272 wurde ein Herwicus von Werfenstein (nach anderen Quellen Wickardus von Werfenstein) hier genannt. 1293 hatte ein Anhänger des Deutschen Ritterordens das Burggrafenamt auf Werfenstein inne. 1294 belagerte Herzog Albrecht II. die Burg. Drei Wochen lang wurden Werfenstein sowie die Burgen Freyenstein und Pain belagert. Diese ließen die Burg durch Burggrafen verwalten. König Rudolf überließ Werfenstein dem Konrad von Summerau. 1314 verpfändete Herzog Friedrich die Burgen Werfenstein, Hausstein und Pain dem Albert von Volkenstorf. Zwischen 1319 und 1320 war Heinrich Payr Burggraf. Die Rückgabe der Herrschaften erfolgte 1334. 1416 folgte als Besitzer Herzog Albrecht V., der 1422 von Erhard Volkra abgelöst wurde. 1461 fiel Werfenstein an den Herzog Siegmund von Tirol, der es an seinen Pfleger Reinprecht V. von Graben verlieh. Unter Kaiser Friedrich III. wurde Werfenstein 1488 an die Gebrüder Sigmund und Heinrich Prueschenk (die späteren Grafen Hardegg) verkauft.
Ende des 15. Jahrhunderts wurde die Burg aufgegeben, nachdem die Prueschenks in die neu errichtete Greinburg übergesiedelt waren. Bereits 1531 war Werfenstein ohne Dach. 1645 brannte die bereits verfallene Burg aus. 1780 wurde der Palas wegen Einsturzgefahr und der Gefährdung einer nahen Straße abgerissen. Bis Ende des 19. Jahrhunderts gehörte Werfenstein zur Herrschaft Grein und war im Besitz der Herzöge von Sachsen-Coburg und Gotha. Als Königin Viktoria von England Besitzerin der Herrschaft Greinburg war, residierte in Werfenstein der englische Hofkurier Julius Joseph Kanné (1819–1888). Werfenstein war also keine vollständige Ruine, sondern wurde immer wieder für Wohnzwecke genutzt.
1907 erwarb Jörg Lanz von Liebenfels von den Nachfolgern Kannés die Ruine und baute sie zur „Ordensburg“ seines völkisch-esoterischen Neutempler-Ordens aus. 1963 wurde die Burg neuerlich verkauft und von dem Linzer Arzt Hannes Kopf zum privaten Alterswohnsitz ausgebaut. Nach seinem Tod Mitte der 1990er Jahre wechselte die Liegenschaft neuerlich den Besitzer.

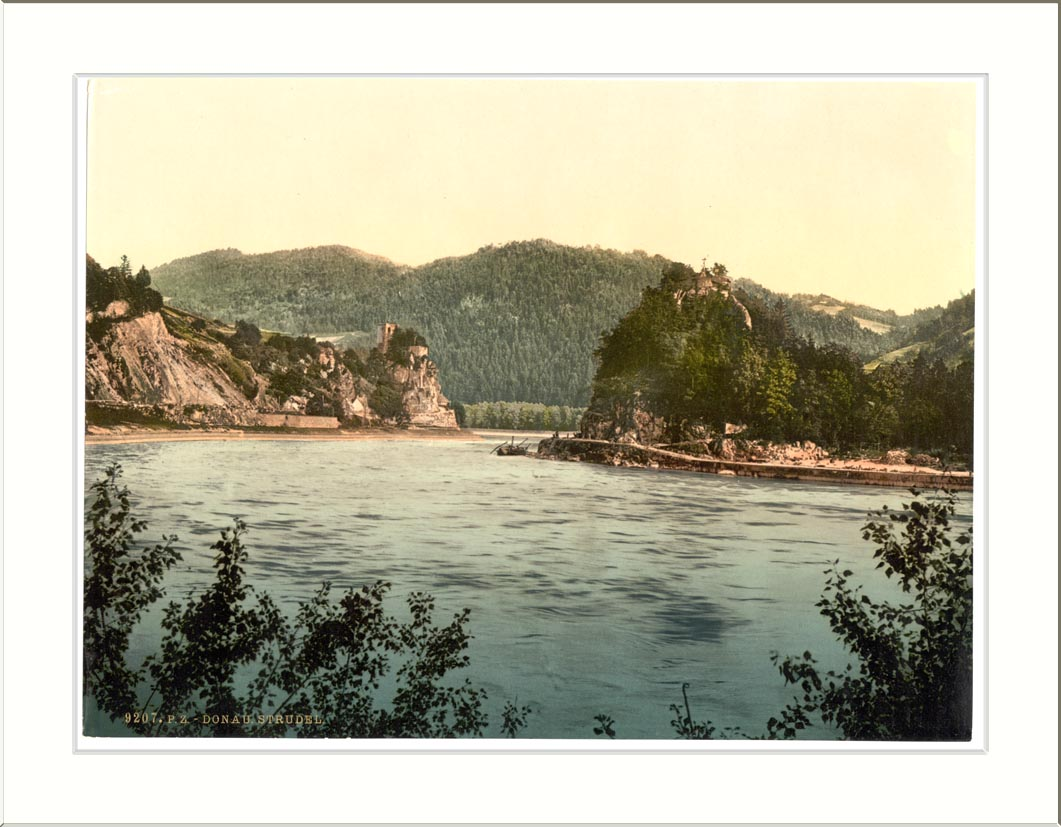
Burg Werfenstein – links im Bild
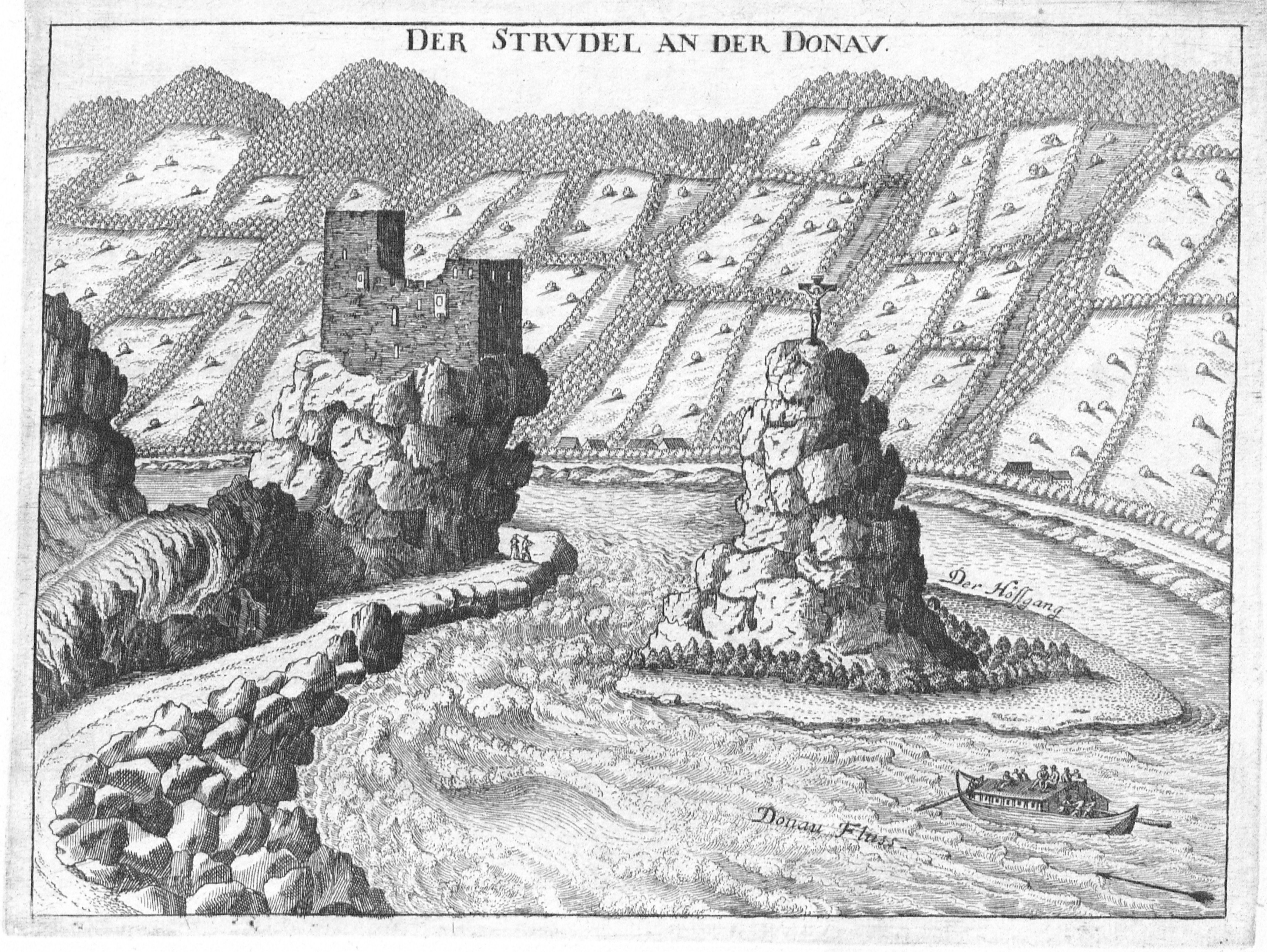
Burg Werfenstein und Insel Wörth von Westen. 1674. Stich von Georg Matthäus Vischer
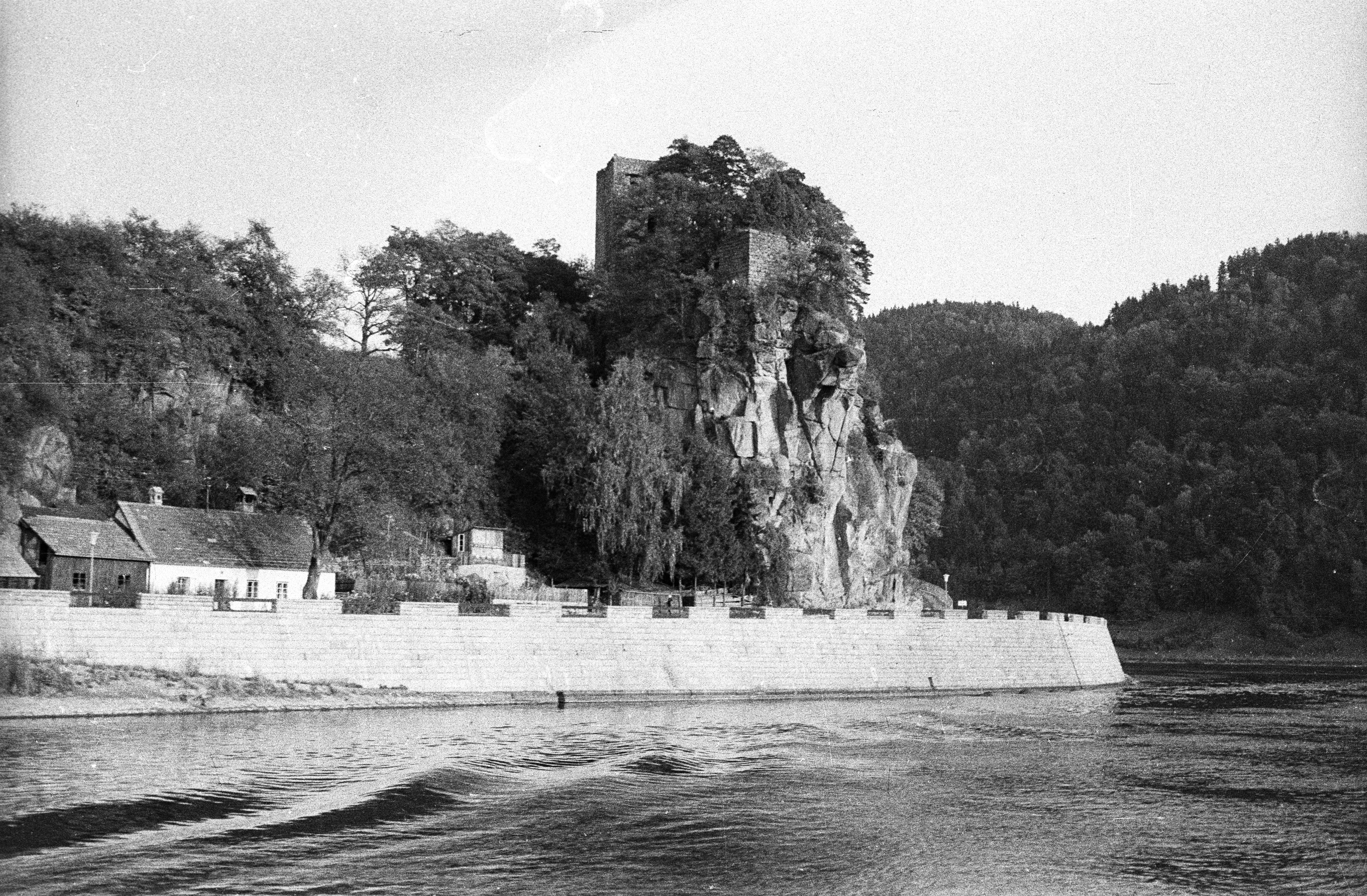
Werfenstein. 1964
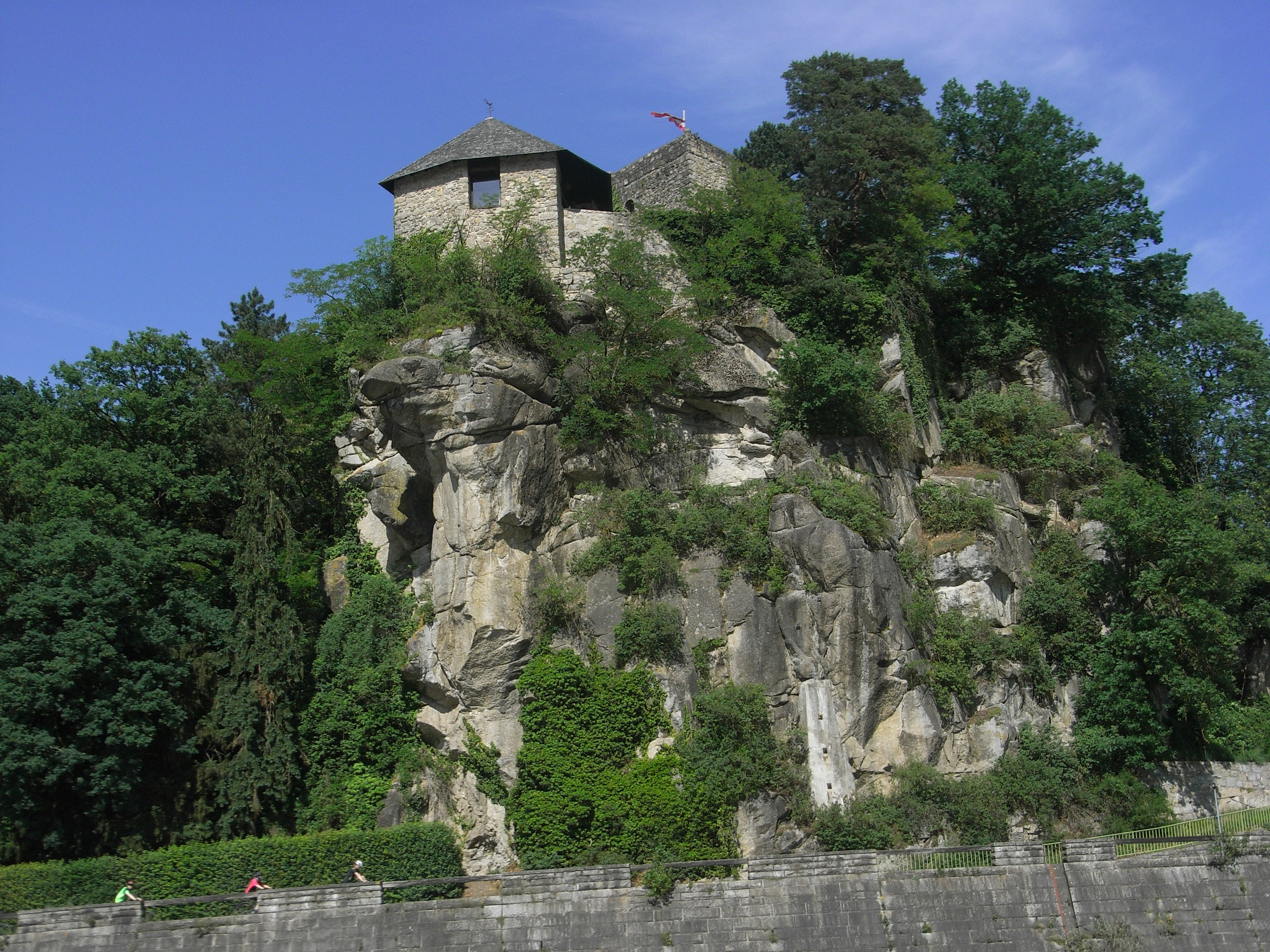
Werfenstein. 2018
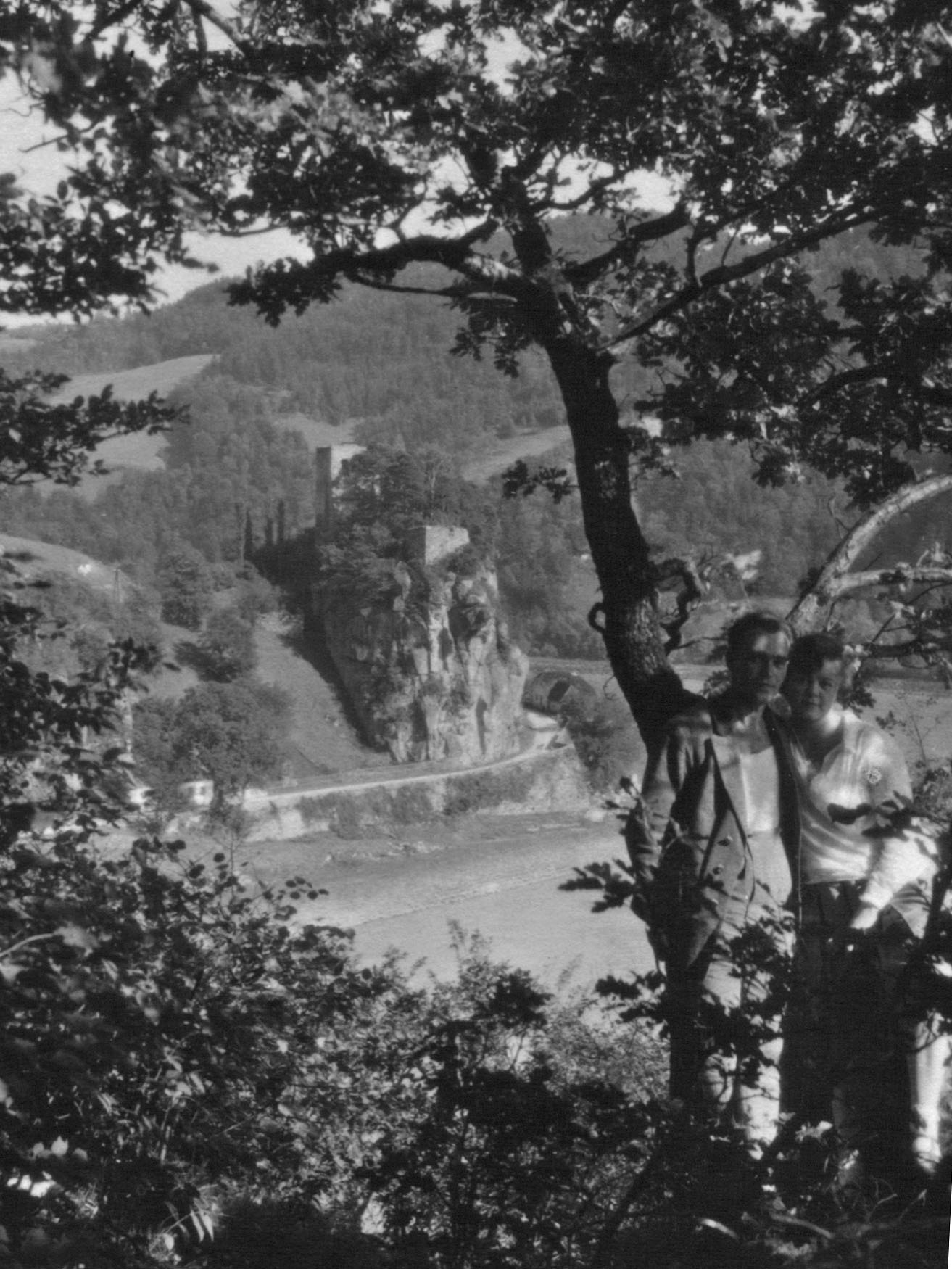
Werfenstein. Ausblick von Insel Wörth. 1931

## Tourismus
Die Burg ist von der Donau und vom Donauradweg gut sichtbar, seit 2010 führt der Donausteig mit der Donaurunde Burg Werfenstein daran vorbei.